# Leonid Dackiewicz
Leonid Andriejewicz Dackiewicz, ros. Леонид Андреевич Дацкевич (ur. 1 lutego 1883 roku w guberni witebskiej, zm. ?) – rosyjski wojskowy (pułkownik), emigrant, żołnierz Rosyjskiego Korpusu Ochronnego podczas II wojny światowej.
Ukończył szkołę realną w Wilnie, zaś w 1904 roku szkołę wojskową w Kijowie. Od 1907 roku pełnił obowiązki adiutanta batalionowego we Wschodniosyberyjskim Batalionie Lotniczym. W 1910 roku ukończył oficerski kurs w szkoleniowym parku lotniczym, otrzymując stopień porucznika. Od początku kwietnia 1911 roku prowadził szkolenia lotnicze. Na początku października tego roku w stopniu sztabskapitana przeszedł do Brzesko-Litewskiego Batalionu Lotniczego. Pełnił funkcję instruktora lotniczego, adiutanta batalionowego, a następnie płatnika. W 1912 roku w Warszawie prowadził szkolenia lotników na nowych typach samolotów. 
Brał udział w I wojnie światowej. Od końca września 1914 roku dowodził załogą bombowca Ilja Muromiec. W połowie listopada tego roku skierowano go do testowania silników lotniczych. Od kwietnia 1915 roku służył w szkole lotniczej. Ponownie zajmował się szkoleniami lotniczymi. W sierpniu tego roku awansował na kapitana. W drugiej połowie 1917 roku w stopniu pułkownika objął funkcję komendanta szkoły lotniczej w Tyflisie. 
W 1918 roku wstąpił do nowo formowanych wojsk Białych generala Antona Denikina. Wiosną 1920 roku został przewodniczącym komisji odbiorczej i jednocześnie członkiem komisji ds. organizacji szkoły walki powietrznej. W połowie października tego roku wraz z wojskami Białych został ewakuowany z Krymu do Gallipoli. Na emigracji zamieszkał w Królestwie Serbów, Chorwatów i Słoweńców. Po zajęciu Jugosławii przez wojska niemieckie w kwietniu 1941 roku wstąpił do nowo formowanego Rosyjskiego Korpusu Ochronnego. Dalsze jego losy są nieznane.